# De Grote Sinterklaasfilm: Gespuis in de speelgoedkluis
De Grote Sinterklaasfilm: Gespuis in de speelgoedkluis is een Nederlandse kinderfilm uit 2022 met Sinterklaas in de hoofdrol. De film werd geregisseerd en geproduceerd door Lucio Messercola. De film ging op 2 oktober 2022 in première met in de hoofdrollen Robert ten Brink, Martien Meiland en Chris Tates.

## Verhaal
Dit jaar krijgt piet Hugo Hogepief van Sinterklaas de belangrijke taak om op Sinterklaas zijn sleutelring te passen. Deze ring geeft de drager ervan als enige de toegang tot de speelgoedkluis, waarin alle cadeautjes van Sinterklaas liggen voor pakjesavond. Als Hugo dankzij onhandigheid van kasteelheer Jean Claude schrikt komt hij ongelukkig ten val en stoot hij zijn hoofd waardoor Hugo aan geheugenverlies leidt.
Wanneer het slechteriken-duo Mats en Peer de verwarde Hugo op straat tegenkomen met de sleutelring gaan ze hem achterna. Als het duo een gesprek met Hugo aanknopen ontdekken ze zijn geheugenverlies en besluiten hier misbruik van te maken door hem te ontvoeren. Als Hugo niet terugkeert naar het kasteel van Sinterklaas ontstaat er grote paniek onder de volgelingen van Sinterklaas. De Pieten en Jean Claude moeten daarom alles op alles zetten om Hugo Hogepief met de sleutelring op tijd terug te vinden om pakjesavond te redden.

## Rolverdeling
| acteur              | personage        |
| ------------------- | ---------------- |
| Robert ten Brink    | Sinterklaas      |
| Martien Meiland     | Jean Claude      |
| Chris Tates         | Hugo Hogepief    |
| Jan Versteegh       | Mats             |
| Richard Groenendijk | Peer             |
| Giovanni Caminita   | Marco Marsepein  |
| Joshua Albano       | Bennie Taaitaai  |
| Wes Mutsaars        | Paco Post        |
| Stef de Reuver      | Willem Wortel    |
| Okke Verberk        | Party Piet Pablo |
| Sara Robben         | Kim Kado         |
| Noah Ganahl         | Chico Choco      |
| Anna Caminita       | Zangpiet         |
| Prinses Laurentien  | zichzelf         |
| Royce de Vries      | rechercheur      |
| Wolter Kroes        | rechercheur      |

## Achtergrond
De film werd geregisseerd en geproduceerd door Lucio Messercola. Het scenario van de film werd geschreven door Trui van de Brug. De opnames van de film gingen van start in maart 2022. Diezelfde maand werd, op 10 maart, door distributeur Just Entertainment bekendgemaakt dat Jan Versteegh en Richard Groenendijk beiden de hoofdrollen als slechterik zouden gaan spelen. Naast hen keerde meerdere acteurs, waaronder Robert ten Brink, Martien Meiland, Chris Tates en Giovanni Caminita, uit de vorige films terug om dezelfde personages te spelen. In september 2022 werd bekend dat Prinses Laurentien een gastrol als zichzelf zou spelen in de film.
Okke Verberk en Martien Meiland namen samen, als hun personages Party Piet Pablo en Jean Claude, het nummer De Sint Stunt op; dit nummer diende als de titelsong voor de film.

## Release
De Grote Sinterklaasfilm: Gespuis in de speelgoedkluis ging op 2 oktober 2022 in première in het Koninklijk Theater Tuschinski in Amsterdam. Een maand later, op 4 november 2022, werd de film bekroond met een Gouden Film voor het behalen van 100.000 bezoekers.
Ondanks dat de film twee dagen eerder in première ging dan de Videoland Original film De Kleine Grote Sinterklaasfilm, speelt het verhaal van deze film zich erna af.